# 朱瓦当加县
朱瓦当加（Chuadanga District）为孟加拉国库尔纳专区辖县，属西部边境县份；1984年置县。县境西北与梅黑尔布尔县接壤，东北与库什蒂亚县毗连，东南与库尔纳县交界，东南与切尼达县交界，西南与印度西孟加拉邦相连。全境年平均温度11.2°C至37.1°C，降雨量1,467毫米。县域总面积1,157.42公里²，总人口987,382人（2001）。全县共分置4乌帕齐拉，政府驻朱瓦当加市。